# Rotschnabel-Oliventaube
Die Rotschnabel-Oliventaube (Columba sjostedti), auch Kamerun-Oliventaube oder kurz Kameruntaube genannt,  ist eine Art der Taubenvögel. Sie kommt ausschließlich im westlichen Subsahara-Afrika vor.
Die Bestandssituation der Rotschnabel-Oliventaube wurde 2016 in der Roten Liste gefährdeter Arten der IUCN als „Least Concern (LC)“ = „nicht gefährdet“ eingestuft.

## Merkmale
Die Rotschnabel-Oliventaube erreicht eine Körperlänge von bis zu 37 Zentimeter und ist eine kompakt gebaute Taube mit dunklem Körpergefieder, die Ähnlichkeit zu der Oliventaube aufweist. Der Geschlechtsdimorphismus ist nur minimal ausgeprägt.
Bei den adulten Rotschnabel-Oliventauben ist die Stirn, der Scheitel, der Nacken und das Gesicht blaugrau. Der Rücken und die Halsseiten sind kastanienbraun, die einzelnen Federn haben weiße Spitzen, so dass ein Streifenmuster entsteht. Der Mantel und die Flügeldecken sind dunkel kastanienbraun, die Federn der inneren Flügeldecken sind schmal weißgesäumt. Die übrigen Flügeldecken sind dunkel blaugrau mit weißen Federsäumen. Die Armschwingen sind schwarzgrau, die Handschwingen sind dunkelgrau mit helleren Außenfahnen. Die Oberschwanzdecken und die Steuerfedern sind dunkel schiefergrau. Das Kinn und die Kehle sind blaugrau wie der Kopf, auf der Vorderbrust geht der Farbton zunächst in ein helles Grauviolett und dann in ein dunkles Kastanienbraun an der unteren Brust über. Die übrige Körperunterseite ist ebenfalls dunkel Kastanienbraun, die Unterschwanzdecken dagegen dunkel blaugrau. Die Iris ist gelblich weiß. Der Schnabel ist gelb mit einer dunkelroten Basis.
Jungvögel weisen ein bräunliches Körpergefieder auf, die Federn auf den Flügeldecken sind altersabhängig rostbraun,  isabellfarben oder weiß gesäumt. Die Brustmitte und der Bauch sind weiß gefleckt.

## Verbreitungsgebiet und Lebensraum
Die Rotschnabel-Oliventaube hat ein vergleichsweise kleines Verbreitungsgebiet und kommt im Osten Nigerias auf dem Obudu- und Mambilla-Plateau vor. Im Westen Kameruns kommt sie in den Hochlagen des Kamerunbergs und des Oku, einem Gebirgszug im Bamenda-Hochland, vor. Sie ist in dieser Region verhältnismäßig häufig.
Auf dem Kamerunberg bewohnt sie Bergwald in Höhenlagen zwischen 1000 und 2500 Metern. Sie wird dort vor allem in Waldregionen beobachtet, die von Baumfarnen dominiert sind. Auf dem Obudu-Plateau ist sie am häufigsten bei rund 1800 Höhenmetern.

## Lebensweise
Die Rotschnabel-Oliventaube ist grundsätzlich eine scheue Taube, die überwiegend einzelgängerisch lebt oder in kleinen Trupps im dichten Bergwald anzutreffen ist. Wie andere Waldtauben auch sucht sie Nahrung auch in Sekundärwald und entlang von Waldrändern. Sie lebt überwiegend von Früchten und Samen und legt gelegentlich längere Distanzen zurück, um zu ihren Nahrungsgründen zu gelangen. Sie scheint nach jetzigem Erkenntnisstand jedoch ein Standvogel zu sein. Die Fortpflanzung ist bislang nicht abschließend untersucht. Nach jetzigem Kenntnisstand errichtet sie ihre Nester ausschließlich in Bäumen. Sie legt ein einzelnes weißes Ei. Über Brutzeit und Dauer der Nestlingszeit ist bislang nichts bekannt.

## Dedikationsnamen
Der Artepitheton sjostedti ehrt Yngve Sjöstedt (1866–1948), einen schwedischen Professor für Zoologie und Entomologie. Sjöstedt wurde 1890 von der Königlich Schwedischen Akademie der Wissenschaften auf eine zweijährige Forschungsreise nach Kamerun entsendet. Bei der Heimkehr hatte er eine bedeutende Sammlung im Gepäck, die im Naturhistorischen Reichsmuseum und im Zoologischen Institut der Universität Uppsala untergebracht wurde. Der Reise folgten außerdem zahlreiche wissenschaftliche Publikationen.1905 brach er zu seiner zweiten Afrikaexpedition auf, die etwa ein Jahr währte und sich  hauptsächlich auf das Gebiet um den Kilimandscharo, konzentrierte. Von dieser Reise brachte er 4.300 verschiedene Tierarten (davon etwa 1.300 vorher unbekannte) heim. Die Ergebnisse wurden 1910 im 3-bändigen deutschsprachigen Werk Wissenschaftliche Ergebnisse der Schwedischen zoologischen Expedition nach dem Kilimandjaro, dem Meru und den umgebenden Massaisteppen Deutsch-Ostafrikas 1905–1906 veröffentlicht. Neben der Rotschnabel-Oliventaube ist auch der Prachtzwergkauz (Glaucidium sjostedti) zu seinen Ehren benannt.

## Einzelbelege
1. ↑  Rösler: Die Wildtauben der Erde, S. 90.
2. ↑  
Columbus sjostedti in der Roten Liste gefährdeter Arten der IUCN 2016. Eingestellt von: BirdLife International, 2016. Abgerufen am 10. Oktober 2017.
3. 1 2 3  Gibbs, Barnes und Cox: Pigeons and Doves. S. 193.
4. ↑  Gibbs, Barnes und Cox: Pigeons and Doves. S. 194.
5. ↑  Bo Beolens, Michael Watkins: Whose Bird? Men and Women Commemorated in the Common Names of Birds. Christopher Helm, London 2003, ISBN 0-7136-6647-1, S. 205.